# مجزرة مخيم البرج الشمالي
وقعت مجزرة مخيم البرج الشمالي في 7 يونيو (حزيران) عام 1982، عندما هاجم جيش الاحتلال الإسرائيلي مخيم البرج الشمالي للاجئين الفلسطينيين في مدينة صور الواقعة في جنوب لبنان، وقتل ما لا يقل عن 125 فلسطينيا كان معظمهم من النساء والأطفال.

## التاريخ
في 6 يونيو (حزيران) عام 1982 اجتاح الجيش الإسرائيلي الجنوب اللبناني بمزاعم الرد على محاولة اغتيال السفير الإسرائيلي في لندن شلومو أرجوف، وفي الخامس من يونيو (حزيران) اتجهت قوّة من الدبابات والمدرعات الإسرائيلية المدعومة بالطيران والمدفعيّة إلى مخيم البرج الشمالي للاجئين الفلسطينيين في مدينة صور بلبنان، وحاصرت المخيم من جميع الجهات وطالبت سكانه من اللاجئين بإخلائه. حاولت القوات الإسرائيلية في اليوم التالي التقدم عبر المدخل الشرقي للمخيم ولكنها لاقت مقاومة مستميتة من سكان المخيم الذين تمكنوا بقيادة بلال الأوسط من قتل عدد من الجنود الإسرائيليين وأسر 4 جنود إسرائيليين آخرين بالإضافة إلى تدمير أكثر من 16 دبابة وآلية إسرائيلية باستخدام الأسلحة الخفيفة وقذائف الآر بي جي. وفي صباح 7 يونيو (حزيران) قصف سلاح الجو والمدفعية الإسرائيلية المخيم بالقنابل الفسفورية والصواريخ الحارقة المحرمة دوليا. استمر القصف لأكثر من خمس ساعات ونصف، وركز على المنطقة الشرقية من المخيم، والتي توجد فيها مناطق ملجأ الحولة وحوش أبو خنجر قبل ان تتمكن المدرعات والدبابات الإسرائيلية من اجتياح المخيم وشن غارات وحشية داخل المخيم استمرت من الساعة الخامسة وحتى الثامنة مساءً ممّا تسبب في مقتل نحو 125 فلسطينياً من سكان المخيم معظمهم من الأطفال والنساء. وفي اليوم التالي للمجزرة آثر اللاجئون إخلاء المخيم حفاظًا على أرواح من بقي حياً، وانسحبوا في مجموعات إلى البساتين المجاورة للمخيم.